# Сейлор Нептун
Сейлор Нептун (яп. セーラーネプチューン, сэ:ра: нэпутю:н) — один из основных персонажей японской метасерии «Сейлор Мун». Её настоящее имя — Мичиру Кайо (яп. 海王 みちる Кайо: Митиру). Она является одной из особых героев серии — воином в матроске.
Впервые появляется в третьей сюжетной арке. Вместе со своей возлюбленной и напарницей Сейлор Уран защищает Солнечную систему от внешних врагов.

## Профиль
Несмотря на то, что Мичиру формально появляется лишь в третьей сюжетной арке, её силуэт виден ещё в 89 серии аниме, тизере к Sailor Moon S.
Мичиру изображена как очень вежливая, спокойная девушка. Она не любит, когда её опекают, и не потакает людям. На это намекается в её предыстории, объясняя, что она талантлива, но не особо коммуникабельна. Мичиру элегантна, грациозна и окружена аурой изысканности. Она совершенно интеллигентна, что проявляется в её увлечении музыкой и искусством. Усаги однажды заметила, что Мичиру похожа на идеальную принцессу.
Когда Мичиру только появляется в сюжете произведений, она вместе с Харукой посещает академию «Бесконечность», куда также ходит и Хотару Томоэ. В манге после уничтожения академии Мичиру переходит в ту же школу, которую уже посещают Усаги и остальные девушки. В соответствии с мюзиклами Мичиру доводилось учиться за рубежом.
Крепче всего у Мичиру отношения с Харукой. Такэути однозначно обозначила, что они обе находятся в романтических отношениях и в манге, и в аниме, а также и в мюзиклах.
Мичиру личность творческая и сильнее всех из воинов связана с миром искусства. Её известные умения связаны с игрой на скрипке, плаванием и живописью; в будущем она мечтает быть скрипачкой. Она любит учиться, особенно любит музыку. Посещает музыкальный клуб и ходит в бассейн. В манге она коллекционирует косметику, в аниме она любит плавать, используя воду, чтобы расслабиться.

## Формы
| Первое появление           |        |                                            |
| Обличье                    | Манга  | Аниме                                      |
| Сейлор Нептун              | Акт 24 | 90 серия                                   |
| Мичиру Кайо                | Акт 24 | 92 серия                                   |
| Вторая (Супер) форма воина | Акт 39 | 167 серия                                  |
| Принцесса Нептуна          | Акт 41 | Pretty Guardian Sailor moon Eternal part 2 |
| Третья форма воина         | Акт 42 | Pretty Guardian Sailor moon Eternal part 2 |

Как персонаж с несколькими реинкарнациями, особыми силами, трансформациями и долгим временем жизни, растянутым между эрой Серебряного Тысячелетия и 30-м веком, по ходу серии Мичиру получает разные формы и псевдонимы.

### Сейлор Нептун
Превращаясь, Мичиру получает бирюзово-зелёный костюм. В отличие от большинства воинов её перчатки заканчиваются на середине предплечья, а на её колье есть украшение. В ходе серии ей даются различные титулы, включая «воин глубинных вод», «воин объятия» и «воин осмысления». Её личность не меняется при превращении.

Планетарный символ Нептуна

Сейлор Нептун использует атаки, основанные на силе океана (не просто воды, как Сейлор Меркурий), и владеет одним из трёх талисманов чистых душ, принадлежащих внешним воинам — Глубоководным Зеркалом, всегда проявляющим истину. В роли воина она делит всё вокруг на чёрное и белое, при этом Сейлор Уран всегда остаётся на её стороне.

### Принцесса Нептуна
Во времена Серебряного Тысячелетия Сейлор Нептун была принцессой своей родной планеты. Её обязанностью было вместе с принцессами Урана и Плутона защищать Солнечную систему от внешних вторжений. Как принцесса она проживала в замке Тритона, расположенном на одном из спутников Нептуна. Её платье было цвета морской волны. В таком виде она появляется лишь в 41 акте манги и на сопровождающей серию продукции.

## Обзоры и критика
Официальные опросы популярности персонажей «Сейлор Мун» различают Мичиру Кайо и Сейлор Нептун как разных героев. В 1994 году среди 51 позиции Сейлор Нептун заняла седьмое место, набрав на более чем восемь тысяч голосов больше, чем Мичиру, занявшая девятое. В 1996 году опять из 51 позиции Мичиру была шестнадцатой, а Нептун 22-й.
Фанфики про Харуку и Мичиру являются одними из самых популярных, разыскиваемых в Интернете, а Эрика Фридман с Yuricon описывает их как «одну из наиболее романтичных, странных и забавных юрийных пар за всю историю».

## Актрисы
В оригинальной японской версии аниме и фильмов Мичиру озвучивала опытная сэйю Масако Кацуки. В Sailor Moon Crystal Мичиру Кайо озвучивала Саяка Охара.
В мюзиклах роль Мичиру в разное время исполняли 10 актрис: Каору Сакамото, Тикагэ Томита, Миюки Фудзи, Хироко Тахара, Сара Симада, Юка Асами, Томоко Инами и Такаё Ояма, Фудзиока Саяка, Киносита Аяна. Асами, дольше всех исполнявшая эту роль, в начале вообще ничего не знала о «Сейлор Мун», но после прочтения манги и просмотра аниме восхитилась образом Мичиру. Нао Такаги, игравшая в паре с ней Сейлор Уран, сообщила, что некоторые сцены были созданы специально для этих двух актрис.